# Graham Rogers
Graham Rogers es un actor estadounidense nacido el 17 de diciembre de 1990 en West Chester, Pensilvania. Es conocido por interpretar a Scott Thomas en Struck by lightning, a Danny Matheson en Revolution y a Evan Chapin en Atypical

## Biografía
Rogers nació el 17 de diciembre de 1990, en West Chester, Pensilvania. A la edad de dieciocho años se mudó a Los Ángeles, California, donde comenzó a tomar clases de actuación.

### Carrera
Rogers es conocido por un comercial de State Farm Insurance. También tuvo una aparición en un episodio de la serie de televisión de TNT Memphis Beat. En 2012 obtuvo el papel de Scott Thomas en la película Struck by lightning.
En 2013, Rogers coprotagonizó como Henry Iris en la película Crazy Kind of Love, también conocida como Long Time Gone. Obtuvo un papel en la serie de televisión como Danny Matheson en el drama de National Broadcasting Company Revolution. En abril de 2013, Rogers comenzó a filmar la película independiente Ten cuidado con lo que deseas en Charlotte, Carolina del Norte, protagonizada por Nick Jonas, donde interpreta a Carson. En junio de 2013, Rogers anunció en su cuenta de Twitter que fue elegido para participar en la película biográfica sobre la vida del cantante y compositor Brian Wilson de los Beach Boys Love and Mercy, interpretando a Al Jardine.
En 2015, actuó en la serie de comedia de Hulu Resident Advisors como Tyler Stone. Poco después, fue elegido para interpretar a Caleb Haas en Quantico.

## Filmografía
| Cine            | Cine                          | Cine             | Cine                               |
| Año             | Película                      | Rol              | Notas                              |
| --------------- | ----------------------------- | ---------------- | ---------------------------------- |
| 2011            | 1313: Haunted Frat            | Brad             | Directo a vídeo                    |
| 2012            | Struck by lightning           | Scott Thomas     |                                    |
| 2013            | Crazy Kind of Love            | Henry Iris       |                                    |
| 2014            | Almost aWake                  | Johndra          | Cortometraje                       |
| 2014            | Love and Mercy                | Al Jardine       |                                    |
| 2015            | Ten cuidado con lo que deseas | Carson           |                                    |
| 2017            | 1 Mile to You                 | Kevin            |                                    |
| 2024            | Girl You Know It's True       | Todd Headlee     |                                    |
| Televisión      |                               |                  |                                    |
| Año             | Título                        | Rol              | Notas                              |
| 2011            | Memphis Beat                  | Damon Eagan      | 1 episodio                         |
| 2012-2013       | Revolution                    | Danny Matheson   | 9 Episodios                        |
| 2014            | Red Zone                      | Jake Jordan      | Película para televisión           |
| 2015            | Zombie Basement               | Guffy            | 2 Episodios                        |
| 2015            | Resident Advisors             | Tyler Stone      | 7 Episodios                        |
| 2015-2017       | Quantico                      | Caleb Haas       | 24 Episodios                       |
| 2017-2021       | Atypical                      | Evan Chapin      | 16 Episodios                       |
| 2017-2020       | Rey Donovan                   | Smitty           | Elenco Principal 6-7, Recurrente 5 |
| 2017            | Angie Tribeca                 | Eric             | 1 Episodio                         |
| 2017            | Silicon Valley                | Bryce            | 1 Episodio                         |
| 2017            | SMILF                         | Casting Director | 1 Episodio                         |
| 2018            | Love                          | Mike             | 1 Episodio                         |
| 2018-2019; 2021 | The Kominsky Method           | Jude             | Elenco Recurrente                  |